# Jeg er Dina
Jeg er Dina (engelsk titel: I Am Dina) er en dansk-svensk-norsk film fra 2002. Den er instrueret af Ole Bornedal. Jonas Cornell har skrevet manuskriptet efter Herbjørg Wassmos Dinas bog.

## Plot
Dina vokser op i 1860'erne i det nordlige Norge. Da hun er 5 år gammel sker der et uheld som forårsager hendes mors død. Hendes far har svært ved at tilgive hende og de isolerer sig fra hinanden. Noget tid efter ansætter faren, den danske huslærer, Lorch. Han giver hende den omsorg, som hun mangler fra sin far og han lærer hende at spille cello. Den tid de tilbringer sammen er lykkelig for Dinas vedkommende.
Da hun er 16 år bliver hun gift med Jacob Grønlev, som er på alder med hendes far og en god ven af samme person. Da de har været gift et stykke tid forårsager Dina Jacobs død. Hun indleder derefter et forhold til barndomsvennen, Tomas. Hun bliver gravid med sønnen Benjamin kort tid herefter og der sås tvivl om hvem der er far til barnet – Jacob eller Tomas?
Dina møder også en russisk mand ved navn Leo Zhukovsky. De indleder med tiden et forhold, som får en tragisk afslutning med Benjamin som vidne.
Dina har levet i sin egen verden siden hun var 5 år. Hun snakker med sin afdøde mor og har et voldsomt temperament samt en stærk erotisk længsel.

## Medvirkende
- Maria Bonnevie – Dina
- Gérard Depardieu – Jacob Grønlev
- Christopher Eccleston – Leo Zhukovsky
- Pernilla August – Hjertrud, Dinas mor
- Bjørn Floberg – Edvard Dinas far
- Hans Matheson – Tomas
- Jørgen Langhelle – Anders
- Mads Mikkelsen – Niels
- Søren Sætter-Lassen – Lorch
- Oscar Frostad Udbye – Benjamin, Dinas søn
- Bodil Udsen – Oline
- Kate Hardie – Stina, Benjamins amme
- Anette Hoff – Dagny
- Henning Jensen – Gentleman
- Jørgen Reenberg – Merchant 1